# Passagem de Shanhai
A Passagem de Shanhai ( chinês simplificado : 山海关; chinês tradicional : 山海關.), também conhecido como Shanhaiguan, é uma das principais passagens da Grande Muralha da China .  Foi chamado durante a dinastia Ming como a "primeira passagem na Terra". É a seção mais oriental do Muro, atravessa as Montanhas Yan e alcança o Mar Amarelo ao nível da Baía de Bohai .  Em 1987, foi declarada Patrimônio da Humanidade pela Unesco como parte da Grande Muralha. 
Está localizado em Qinhuangdao, na província de Hebei, na República Popular da China .  Em 1381, durante a dinastia Ming, começou a construção de fortificações em Shanhaiguan para impedir o avanço dos mongóis e manchus . Nesse período, a passagem de Shanhai se tornou a mais fortificada da Grande Muralha. O muro atingiu uma altura de 14 metros. 
Na área costeira de Shanhaiguan, o muro se estendia por 6,5 quilômetros, tinha seis metros de altura e três metros de largura. Além disso, era feito de tijolos e terra batida.  Em 1644, foi realizada a batalha da passagem de Shanhai, na qual o general Wu Sangui derrotou Li Zicheng, em aliança com os Manchus, que entraram na China Central e estabeleceram a dinastia Qing . Em 1961, tornou-se um patrimônio histórico protegido pelo governo chinês. 